# Deficiencia de GLUT1
La deficiencia del GLUT1, también conocida como enfermedad de De Vivo o más complicadamente como deficiencia de transportador de glucosa tipo 1, es una condición genética infrecuente la cual se caracteriza por epilepsia, dismorfismos craniofaciales, discapacidad intelectual, y otros síntomas neurológicos.

## Signos y síntomas
Los síntomas comienzan durante el periodo de tiempo cuando el bebe aun tiene algunos meses de edad, generalmente consisten en epilepsia, nistagmo, microcefalia postnatal, retrasos del desarrollo, discapacidades intelectuales, espasticidad, ataxia y disartria.
Hay un tipo de deficiencia de GLUT1 el cual es denominado la "forma no-epiléptica", ya que, como su nombre lo dice, no presenta epilepsia, pero los otros síntomas todavía siguen presentes.

## Complicaciones
Las complicaciones están principalmente asociadas con los síntomas, de los cuales la epilepsia y la discapacidad intelectual son los que más las dan.
La pérdida de conciencia que acompaña a la epilepsia (la cual se caracteriza por convulsiones recurrentes) puede causar problemas tales como la aspiración de comida y aire hacia los pulmones (causando neumonía de aspiración), heridas físicas debido a las caídas, e incluso daños cerebrales permanentes.
La discapacidad intelectual puede causar problemas en la escuela o en el trabajo (si se puede adquirir) y a la hora de socializar.

## Genética
Esta condición es causada por mutaciones autosómicas dominantes en el gen SLC2A1, el cual está ubicado en el brazo corto del cromosoma 1.
Este gen es importante para la creación de una proteína llamada "proteína transportadora de glucosa tipo 1", la cual se puede encontrar adjuntada a la membrana exterior de las células cercanas a ella y cumple con la función de transportar glucosa hacia el interior de células en la sangre, la misma proteína es la fuente de energía principal del cerebro. Las mutaciones involucradas en esta condición  disminuyen o eliminan por completo la función de la proteína creada por el gen, lo cual por ende reduce la cantidad de glucosa que está disponible para el cerebro y por ende afecta negativamente a su desarrollo y función.

## Tratamiento
Las dietas cetogénicas han demostrado ser efectivas para tratar parcialmente los síntomas como las convulsiones en pacientes con esta deficiencia, la medicación anti-convulsiva no es efectiva en pacientes con esta condición

## Diagnóstico
Hay varios métodos diagnósticos que se pueden usar para diagnosticar a los pacientes que son sospechados de tener esta deficiencia, estos incluyen:
- Punción lumbar
- Pruebas de sangre
- Tomografía de emisión de positrones
- Pruebas genéticas moleculares

## Prevalencia
Alrededor de 500 casos han sido descritos en la literatura médica.
Se estima que en Australia tan solo 1 de cada 90,000 personas padece de esta deficiencia, aunque también hay otras estimaciones que dicen que afecta a 1 de cada 24,300 personas.

## Pronóstico
Aunque generalmente las personas heterocigotas con deficiencia de GLUT1 no tienen una expectativa de vida baja, un estado homocigoto (es decir, el estado de portar dos copias de la mutación en SLC2A1 las cuales se heredaron de ambos padres) de deficiencia de GLUT1 es mortal.

## Historia
Esta condición fue descrita por primera vez en el año 1991 por De Vivo et al. cuando describió a 2 personas las cuales exhibían convulsiones desde la infancia, retrasos del desarrollo, y microcefalia no congénita los cuales también portaban de niveles algo bajos de lactato de líquido cefalorraquídeo con hipoglucorraquia y transporte reducido de hexosa en glóbulos rojos aislados, los cuales sugerían la existencia de un defecto en el transporte de glucosa a través de la barrera hematoencefálica.

## Modelo animal
En el año 2006, Wang et al. descubrió que los ratones con mutaciones heterocigotas en el gen codificadores de GLUT1 presentaban convulsiones, dificultades con actividad motora, descoordinacion, hipoglucorracia, peso del cerebro disminuido, ingesta de glucosa cerebral baja, y una expresión baja de la proteína glut1 en el cerebro. Otro dato que encontró fue que los ratones los cuales eran homocigotos para la mutación morían durante la vida fetal.

## Apoyo
Hay una fundación sin fines de lucro existente llamada G1DFoundation la cual esta principalmente enfocada en educar al público sobre esta condición, ayudar a pacientes con la condición, y a lograr que se hagan más investigaciones sobre esta condición, su sede está ubicada en Kentucky, Estados Unidos.